# Тамерлан (пьеса)
«Тамерлан» (англ. Tamburlaine) — пьеса английского поэта и драматурга Кристофера Марло о становлении бедного, но амбициозного пастуха Тамерлана великим завоевателем, порабощающим целые народы. Главная идея произведения заключается в борьбе простого народа против власти царей.
Пьеса впервые была опубликована в 1590 году (единственный дошедший до нас экземпляр хранится в библиотеке Оксфордского университета). Последующие издания выходили в печать в 1592, 1605 и 1606 гг. Однако на сцене она была поставлена ещё раньше — в 1586 г.
Хотя пьеса содержит явную критику религиозных догм, существуют различные толкования намерений, преследуемых Марло при её создании. Часть комментаторов видит в ней критику христианства, в то время как другие настаивают на антимусульманском подтексте, приводя в качестве примера сцену сожжения Корана. В 2005 году эта сцена послужила причиной полемики, когда Дэвид Фарр в своей постановке пьесы смягчил антиисламский её настрой, чтобы не оскорблять чувства мусульман.